# 小行星5222
小行星5222（英語：5222 Ioffe）是一颗围绕太阳公转的小行星。1980年10月11日，尼古拉·切爾尼赫在克里米亚发现了此天体。
这颗小行星的绝对星等为330.76954等。